# Paso honroso
El Paso honroso fue un torneo que tuvo lugar en el puente de la localidad de Hospital de Órbigo, en la provincia de León (España).
La acción sucedió en el Año jacobeo de 1434. El caballero leonés, Suero de Quiñones, de familia insigne, pidió audiencia al rey Juan II de Castilla para exponer una petición. El rey se hallaba por entonces en el castillo de la Mota (Medina del Campo, Valladolid) con toda su familia. 
La petición era obtener el permiso para llevar a cabo un torneo especial en que tendrían que participar a la fuerza todos los caballeros que pasaran por el lugar elegido, que era el puente de Hospital de Órbigo, situado en la ruta leonesa del Camino de Santiago. Si se negaban a participar, debían depositar un guante en señal de cobardía y atravesar el río vadeándolo.
La justa o torneo tendría que mantenerse durante un mes en el que Suero de Quiñones estaría acompañado de sus mejores amigos. Don Suero llevaba colgada al cuello cada jueves una argolla metálica, como prueba de amor hacia su dama Doña Leonor de Tovar. El motivo para proponer las justas del puente era poderse librar de dicha argolla peregrinando a Santiago después de haber vencido a todos los caballeros que se presentasen en dicho puente y tras haber roto 300 lanzas a razón de tres por caballero.
El rey le dio permiso y ofreció toda clase de facilidades. Invitó a los mejores caballeros del reino a que pasasen por el camino de Hospital de Órbigo. El torneo comenzó el 10 de julio de 1434 y terminó el 9 de agosto del mismo año, día en que don Suero fue herido. Sólo hubo un descanso el día 25, festividad de Santiago. Se levantó el tinglado junto al puente y cada día se comenzaba con una misa solemne y se terminaba con un gran festín. Las crónicas cuentan que sólo hubo una muerte al cabo del mes, la de un caballero catalán llamado Asbert de Claramunt, que recibió un lanzazo en un ojo atravesándole el cerebro. Parece ser que la Iglesia prohibió que se le enterrase en lugar sagrado.
Cuando terminó el torneo, don Suero y sus amigos se dirigieron en peregrinación a Santiago a cumplir con la promesa hecha. Don Suero depositó allí la argolla y la cinta azul que simbolizaba su amor por la dama y en la que estaba escrita una leyenda que lo atestiguaba:

Si à vous ne plait de avoir mesure,
certes je dis que je suis sans venture.
Si no os place corresponderme,
en verdad que no hay dicha para mí

En la actualidad esta cinta se halla alrededor del cuello de una imagen de Santiago Menor que está en la catedral, en la capilla de las reliquias. La argolla es una gargantilla de oro y se encuentra en el relicario del Apóstol.
En este siglo XV ya no se hacían justas caballerescas al estilo de Chrétien de Troyes. Fue simplemente una moda o un juego, pero de tal envergadura y renombre que hasta Don Quijote se refiere a este caballero leonés de la siguiente forma: 

...digan que fueron burlas las Justas de Suero Quiñones del Passo, las empresas de Luis de Faces contra don Gonzalo de Guzmán, caballero castellano, con otras muchas hazañas hechas por caballeros cristianos, tan auténticas y verdaderas, que torno a decir que el que las negase carecería de toda razón y buen discurso

Desde 1951 puede verse en el puente de Hospital de Órbigo un monolito con los nombres grabados de todos los que pelearon junto a Don Suero: Lope de Estúñiga, Diego de Bazán, Pedro de Nava, Suero Gómez, Sancho de Rabanal, López de Aller, Diego de Benavides, Pedro de Ríos y Gómez de Villacorta.
Aquel torneo fue conocido como El Passo Honroso y fue narrado y cantado por muchos poetas de la época. El notario real Pero Rodríguez de Lena dejó por escrito una crónica del hecho.

## Justas medievales del Paso honroso

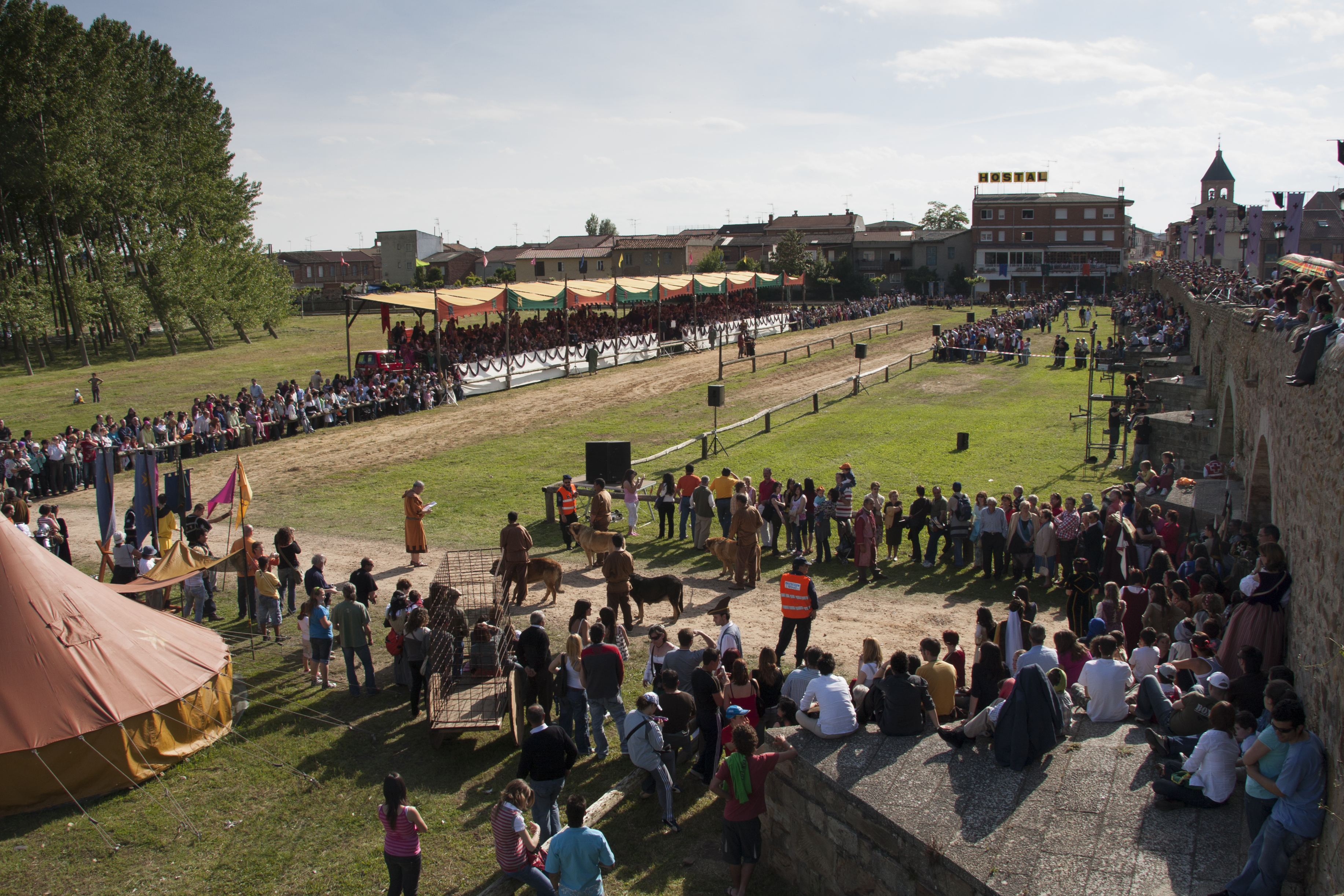
Justas medievales del Paso honroso

Desde 1997, el primer fin de semana de junio, Hospital de Órbigo celebra sus justas medievales del Paso honroso, en recuerdo de aquella hazaña y como atracción turística declarada Fiesta de interés turístico regional.
Miles de damas, caballeros, mercaderes, campesinos, reyes, brujas, bufones, monjes, mesoneros… todos ellos ataviados con sus mejores trajes, escudos, espadas y música, llenan las calles de la villa adornada con pendones, banderas, mercado y mesones. La fiesta culmina en la tarde del domingo con el Gran Torneo en el palenque donde hacen su aparición los caballeros con sus damas y escuderos para enfrentar sus lanzas a lomos de sus corceles, recreando la victoria del hijo del Conde de Quiñones.

## Puente del Paso Honroso
El puente del Paso Honroso es un puente sobre el río Órbigo situado en Hospital de Órbigo (provincia de León, España). Construido en el siglo XIII, ha sido restaurado en distintas épocas, por lo que está bien conservado. Tiene 19 vanos.
Se encuentra en la antigua calzada romana entre Legio (León) y Asturica Augusta (Astorga).
En 1939 fue declarado Monumento histórico-artístico,
por lo que es Bien de Interés Cultural con categoría de Monumento.

## Galería

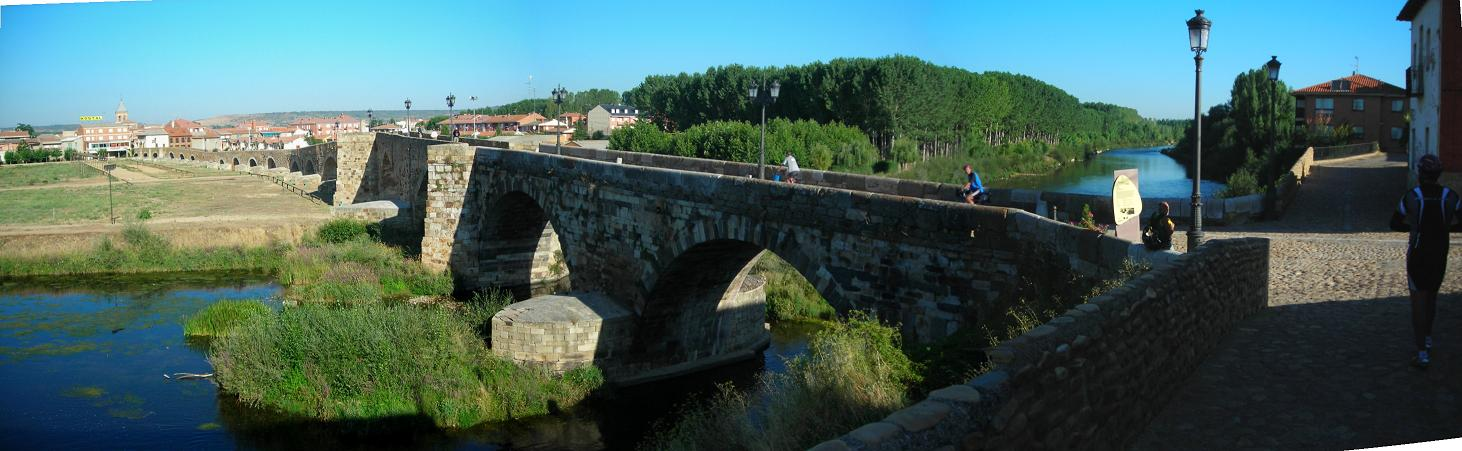
Vista panorámica del puente.

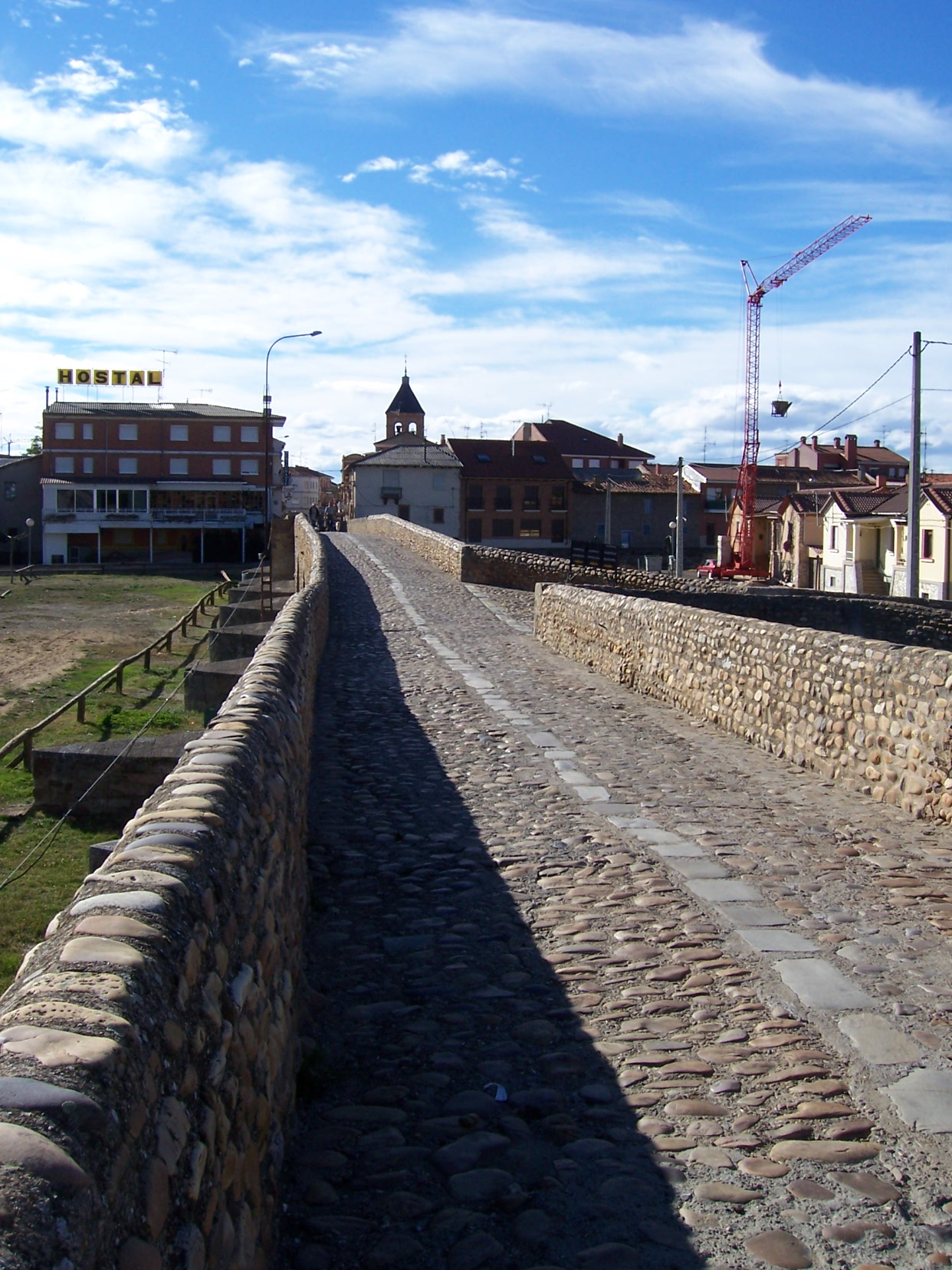
Puente Honroso en dirección a Hospital de Órbigo